# Repuš
Repuš este o localitate din comuna Dobje, Slovenia, cu o populație de 50 de locuitori.